# Blanes
Blanes és una vila i municipi de Catalunya situat a la comarca de la Selva, cap de la batllia (partit judicial) de Blanes. És la capital de la subcomarca de la Selva Marítima. La vila dona entrada a la Costa Brava des de les comarques barcelonines.

## Geografia
- Llista de topònims de Blanes (Orografia: muntanyes, serres, collades, indrets..; hidrografia: rius, fonts...; edificis: cases, masies, esglésies, etc).

Blanes està situada a l'esquerra de la plana al·luvial que ha deixat la boca de la Tordera, entre els vessants de la Serra Llarga i del Turó d'en Montells. El terme és travessat per la Riera de Blanes o de Valdoric, que desemboca prop de sa Palomera, una gran roca que entra al mar i que separa la badia de Blanes, al nord, i la Platja de S'Abanell, al sud. Al costat del port també hi ha una petita cala que s'anomena la punta de Santa Anna.
A l'est limita amb el municipi de Lloret de Mar, mentre que a ponent confronta, de nord a sud, amb Tordera, Palafolls i Malgrat de Mar, tots tres municipis del Maresme. Al nord del sector muntanyós s'alça el Turó del Vilar (269 m).
| Tordera        |  | Lloret de Mar |
| Palafolls      |  |               |
| Malgrat de Mar |  | mar           |

La Costa Brava té l'extrem més meridional en aquesta població, més concretament a la roca de sa Palomera. Es diu que la Costa Brava i les llargues platges del Maresme neixen aquí. La vila ha crescut en un semicercle que ha topat amb el Puig de Sant Joan i el mar i, per tant, en direcció a la Tordera. Els barris tradicionals de Blanes són La Plantera, Els Pins, S'Abanell, El Racó d'en Portes, Mas Marull, Quatre Vents, Els Pavos, Mas Borinot, Ca la Guidó, Sa Carbonera, Sant Francesc, Montferrant i S'Auguer.

## Història

### Prehistòria
La presència humana en el territori de l'actual terme de Blanes possiblement es remunta a la prehistòria, així ho fan pensar diverses referències de troballes d'indústria lítica. Tanmateix, les primeres notícies clares sobre els pobladors de la contrada es refereixen a una societat ibèrica preromana. Els ibers de la tribu dels indígets eren la població autòctona d'aquesta àrea.
S'estructuraven ocupant les elevacions més estratègiques del territori on hi bastien poblats emmurallats. Sembla que existia un nucli de població situat en el vessant sud de la muntanya de Sant Joan i, per les restes trobades, sembla que en el cim hi hagué un lloc de guaita que servia per comunicar-se amb els altres poblats de la zona com ara el de Mont Barbat, del que possiblement depenien.

### Edat antiga
Marc Porci Cató arriba el 195 aC per conquerir aquestes terres als indígenes, i especialment durant el segle i aC es comença a romanitzar i la població autòctona i la itàlica tendirien a barrejar-se progressivament.
La situació estratègica de la vila, entre la desembocadura de la Tordera i la badia natural, va fer que esdevingués un indret estratègic per a l'arribada de mercaderies marítimes i per a la seva redistribució cap a l'interior. L'aparició de restes de zona portuària, magatzems, tallers, vil·les o una necròpolis, així ho indiquen.
Al temps dels romans era coneguda pel nom de Blanda o Blandae. Sembla que el nom prové de la benignitat del lloc i del clima. La primera notícia escrita ens arriba amb l'historiador romà Pomponi Mela a l'obra De chorographia (43-44 dC) en la qual descriu la costa catalana i qualifica Blanda com una població petita. En aquest sentit l'escriptor romà Plini el Vell, que visità la Hispània Tarraconense l'any 73, s'hi refereix en la seva obra Naturalis Historiae, però aquest cop en plural Blandae, i cita la ciutat com un nucli de ciutadans romans, oppidum civium romanorum, situada a la costa, entre les ciutats d'Iluro (Mataró) i d'Emporion (Empúries). Estrabó i Ptolemeu, esmenten la seva existència al costat del riu Tarnum o Larnum.
La denominació en plural s'hauria de relacionar amb l'existència de dos nuclis, a ambdós costats de la riera. El més antic, a l'esquerra, constituït bàsicament per l'antiga població indígena situada al Turó de Sant Joan, i un de nova planta, a la dreta, que ocuparia el Turó d'en Lladó (els Padrets) i la zona de la Massaneda fins a la Creu Coberta i els dipòsits d'aigua municipal.
Les escasses excavacions arqueològiques i la remodelació moderna de la vila, ha fet d'aquesta població una veritable oblidada dels centres romans litorals. A partir de les troballes, la superfície aproximada era la d'un polígon irregular d'entre dos i tres hectàrees amb l'entrada principal pels terrenys de l'Horta de les Ànimes (actual Carrer d'Anselm Clavé). El 2022 es varen trobar i excavar dues illes de cases al jaciment dels Padrets.

### Edat mitjana

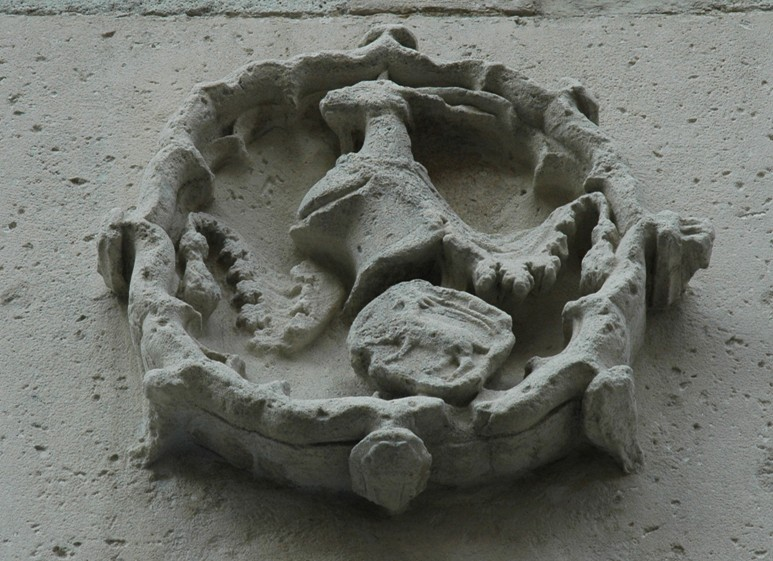
Escut dels Cabrera a la font gòtica de Blanes

Després de la crisi de l'Imperi Romà i l'adveniment visigot, Blanes va viure diverses incursions dels àrabs a final del segle viii.
El primer esment documentat de la vila és de 974 i correspon a la pertinença de l'església de Santa Maria, llavors anomenada Santa Maria l'Antiga, a Sant Pere de Rodes. El 1058 passà al bisbat de Girona, i el 1242, al patronat del monestir de Sant Salvador de Breda, fins que ben avançat el segle xv, s'integrà a la parròquia de Sant Esteve de Tordera.
El castell de Blanes, conegut als segles x i xi per Forcadell, apareix citat ja l'any 1002 en un document de Sunifred, vescomte de Girona, i cap a l'any 1050 seran els seus successors, els vescomtes de Cabrera, els qui posseiran el castell en feu dels comtes de Barcelona. Per sota dels Cabrera, el domini sobre els habitants de la vila des del segle xii fins al segle xiv va ser exercit per la família de cavallers cognomenada Blanes, instal·lada, en part, des del segle xiii al País Valencià. Durant el segle xiii els senyors feudals Guerau IV de Cabrera i el seu subfeudatari Guillem de Blanes concediran una sèrie de privilegis i llibertats al port i a la vila de Blanes per tal d'afavorir el poblament i el creixement econòmic.
Aquests es reprodueixen en un document de 1373, conservat al Llibre de la Universitat de la Vila, en què Bernat IV de Cabrera, més conegut com a Bernadr'di, confirma les franqueses, llibertats, immunitats i privilegis atorgats pels seus antecessors. Justament, el desembre de 1372, el rei Pere III havia començat a restituir en la persona de Bernat IV els béns i jurisdiccions confiscades al seu pare i avi. Primer recuperà el mer imperi sobre Blanes i, més tard, va aconseguir el mixt imperi quan Ramon de Blanes se'l va vendre l'any 1381. D'aquesta manera, Bernat adquireix el castell de Blanes, conjuntament amb el castell de Montpalau a Pineda de Mar i posteriorment el castell de Palafolls el 1382.
Bernat va intervenir com a capità general al costat de Martí el Jove en la conquesta de Sicília, i el 1400 combaté a Xipre. El monarca, pels serveis prestats, el nomenà comte de Mòdica. Inicià a la part alta de la vila la construcció de la nova església i el palau vescomtal. També són d'aquesta època el recinte emmurallat, el carrer Nou, els porxos del carrer Ample i els portals de la vila. El 1423 es comença a construir l'hospital de pobres de sant Jaume i sant Llop.
Per la seva situació i les seves característiques naturals, el port de Blanes va anar adquirint una certa rellevància, com ho testimonien alguns detalls històrics. El 1113 es troba citat amb ocasió d'acollir la flota cristiana en la primera expedició pisanocatalana per anar a la conquesta de les Illes Balears. També hi trobà refugi el 1285 l'armada de Felip III de França que, en guerra amb la Corona d'Aragó, incendià Blanes. El 1355, els genovesos ataquen la Vila. El 1415 va rebre la visita de les galeres papals de Benet XIII, quan marxava a l'exili de Peníscola, i en les visites pastorals de tot el segle xv s'anomena reiteradament el calze que el papa va regalar a la Vila durant la seva estada. Durant el segle xvi, el port era visitat per naus biscaïnes, castellanes i mallorquines i la Vila assolí una activitat marítima creixent, cosa que afavorí la creació del gremi de pescadors i mariners, i es feu necessària la construcció de drassanes a la platja.

### Edat moderna

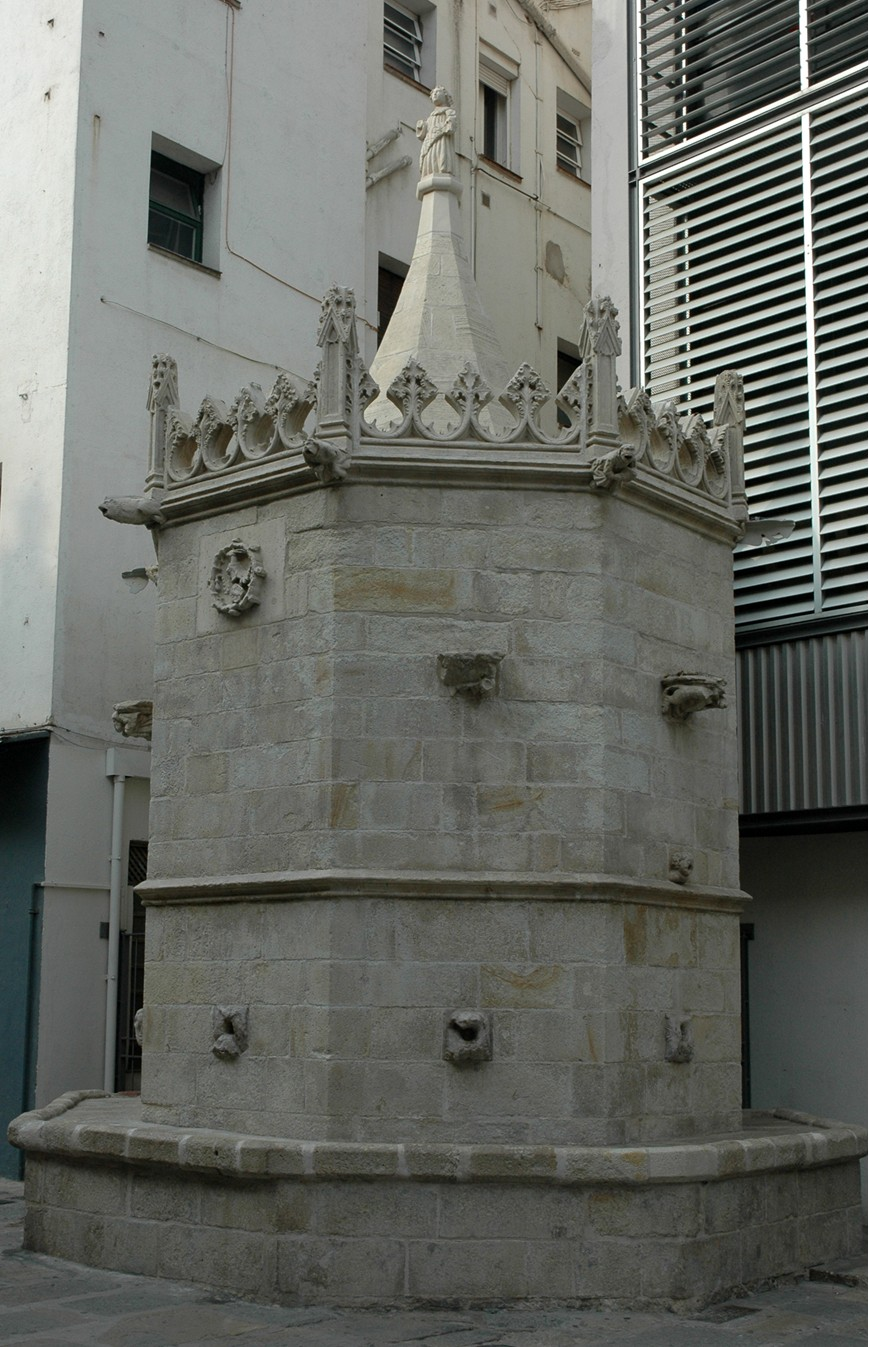
La font gòtica al carrer Ample

Al segle xv la vila assolí una gran esplendor i fou sovint residència de les mullers dels vescomtes de Cabrera i comtes de Mòdica. Així, entorn de l'any 1438, Violant de Prades, filla del comte de Prades i esposa de Bernat Joan de Cabrera, feu construir la font gòtica de planta octogonal formada per tres nivells del carrer Ample. La construcció de la font va ser una resposta a una situació d'insalubritat que, fins i tot, havia pogut provocar algun tipus d'epidèmia entre els blanencs de la baixa edat mitjana. La font és força particular si tenim en compte els seus fins humils com a abeurador de persones i animals. Amb agulles que s'eleven al cel, cresteries i pinacles, i coronada per un àngel, tenia un estil normalment emprat per construccions religioses o militars. Hi destaca un medalló amb l'escut dels Cabrera.
Amb un privilegi concedit per la vescomtessa l'any 1458, s'incorpora al terme de Blanes el barri de s'Auguer, el Racó d'en Portes i la Plantera que fins aleshores pertanyien al Castell de Palafolls.
Durant la Guerra civil catalana entre 1462 i 1472, Blanes va canviar de mans un parell de cops fins que l'any 1471, el capità Joan Sarriera i Bernat d'Armendaris varen recuperar la vila per a Joan el Gran. Aquell mateix any a Blanes es va redactar la coneguda declaració de defecció a favor de Joan el Gran, que el bisbe Margarit va adreçar als diputats de Barcelona. És en aquest període quan trobem la plenitud d'un personatge important, Jaume Ferrer de Blanes, prestigiós cosmògraf que assessorà la corona espanyola en qüestions geopolítiques relatives a la conquesta d'Amèrica. Fins i tot, sembla que assessorà el mateix Colom.
El 1583, per iniciativa dels Jurats de la Vila, els frares caputxins van construir un convent al promontori de Santa Anna, sobre el port. Popularment conegut com el Conventet, l'edifici està construït basant-se en línies senzilles, característiques dels convents de l'orde, que li confereixen un aspecte senzill i encantador, integrant-se en el paisatge d'una manera natural quasi perfecta. Perdurà fins al 1835 i el 1910 el comprà l'editor Joaquim Casas i Carbó, germà del pintor Ramon Casas.
Després de superar el plet judicial interposat per la baronia de Palafolls, el 1603, el terme, que fins aleshores només arribava a la Riera es va ampliar fins a la Tordera.
Durant la guerra dels Segadors, el regiment del baró Molinguen, de 1.300 valons, s'allotjà a Blanes, aleshores amb uns 1.000 habitants del 6 a l'11 de febrer de 1640. Els primers dos dies hagueren de proporcionar al maestre de campo 1 carnero, media carga de vino, 2 capones, 4 pollos, …, leña, aceite, velas y 30 medidas de cebada cada dia. Als altres hagué de donar 632 rals cada dia. Durant els dies que estigueren allí aquarterades, les tropes robaren i maltractaren la població i el maestre de campo no feu res per contenir-les.
Ja a final de la guerra, les tropes castellanes del marquès de Mortara, davant la negativa de la població a rendir-se, el setembre de 1652 atacaren la vila amb artilleria, i la repressió fou dura: 300 dels defensors foren condemnats a galeres.
A les posteriors guerres contra els francesos de Lluís XIV, Blanes fou atacada diverses vegades els anys 1657, 1697, i especialment el 1694, durant la Guerra de la lliga dels Augsburg, quan les tropes del general Clark cremaren gran part del poble i destruïren el palau dels Cabrera, del qual només resta una bona part de la façana, abans que fossin rebutjats per un gran exèrcit enviat pel virrei.
Durant la guerra de Successió (1700-1714), Blanes fou austriacista, fent costat a l'arxiduc Carles III. Com a la resta del principat, la vila va passar per moments molts durs perquè els veïns hagueren de contribuir al manteniment de la guerra amb homes, espècies, transports, imposts, bagatges i, posteriorment, amb la derrota, molts blanencs foren condemnats a la construcció de la Ciutadella de Barcelona.
Al llarg del segle xviii l'economia experimentà un període de creixement fonamentat per la combinació d'un període de pau i el creixement important del comerç marítim –a final de segle hi ha censades nou embarcacions per al comerç amb Amèrica–, ajudat per la pesca, l'agricultura, i la indústria (puntes, cordes, suro, bótes...). Fou refeta l'església on destacava un gran retaule barroc, destruït el 1936. En aquest segle es produeix un salt demogràfic molt important, passant de 1.993 habitants a l'inici de segle a 3.783 habitants a les darreries.

### Edat contemporània

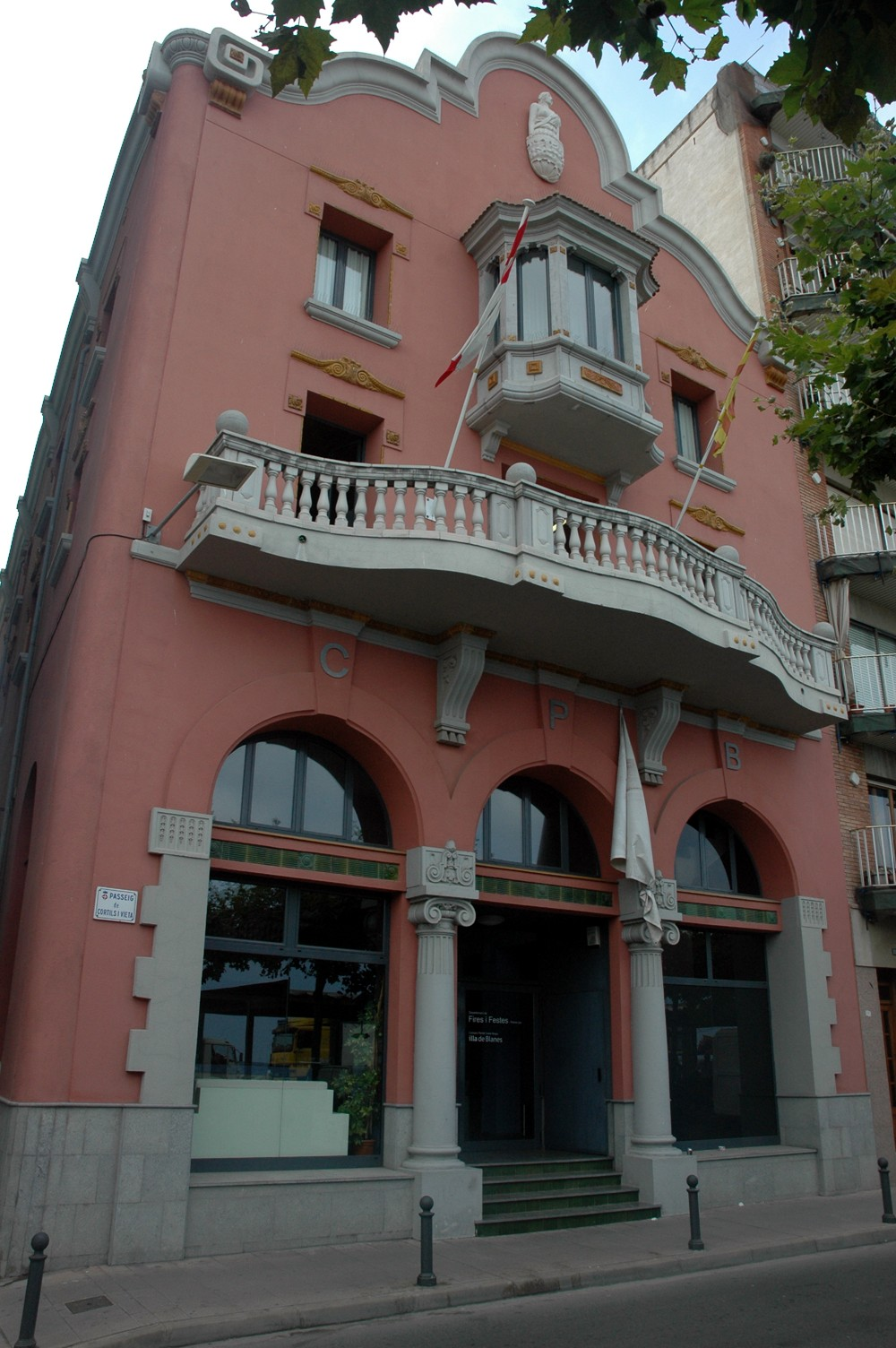
La Casa del Poble al passeig de Dintre

L'any 1793 s'instituí l'aplec votiu de Sant Rafael en acció de gràcies a la Mare de Déu del Vilar per salvar la Vila dels francesos en l'anomenada Guerra Gran.
Al cap d'uns anys, durant la Guerra del Francès (1808-1814) els blanencs varen tornar a patir de valent, ja que la Vila va quedar situada en una zona on els exèrcits francesos i patriotes anaven alternant el seu domini. El 1810 la presència francesa fou constant, ja que Blanes feu de quarter general francès durant l'assalt a la fortalesa d'Hostalric. Així, l'abril foren afusellats dos patriotes acusats d'excitar els soldats francesos perquè canviessin de bàndol, i l'agost del mateix any, els carrers de la Vila van viure una topada dels dos exèrcits que va causar diversos morts. Se sap que el desembre de 1813, els francesos varen detenir diverses autoritats perquè la vila no podia pagar el cadastre.
A les darreries de l'Antic Règim, es tornen a constatar fortes resistències a pagar els drets senyorials. L'últim senyor de la Vila va ser el duc de Medinacelli. S'entra en un procés, no exempt de problemes, de nous règims amb el Trienni Liberal. El juny de 1822, els absolutistes atacaren els liberals que s'havien refugiat a l'església parroquial. Hi hagué diversos morts i la capella dels Dolors va resultar incendiada. L'any següent, el rector de la Vila, mossèn Frigola, va ser detingut i ajusticiat a Barcelona.
Les drassanes blanenques van incrementant el comerç amb Amèrica i passen a ser les més importants de la costa nord catalana a mitjan segle xix. Es calcula que durant el segle xix van emigrar cap a Amèrica uns 2.000 blanencs.
Malgrat totes les innovacions tècniques com el pas del ferrocarril (1859), l'enllumenat a gas (1881) o l'enllumenat elèctric (1889), la fi de segle vindrà marcada per un període de recessió general amb la davallada de les drassanes i els problemes de la vinya amb l'arribada a Catalunya de la fil·loxera. Així, el nombre d'habitants va anar tendint a la baixa des del darrer terç de segle fins ben entrat el segle xx. Curiosament, una de les causes d'aquesta davallada, i al mateix temps la solució, va ser l'emigració a Amèrica.

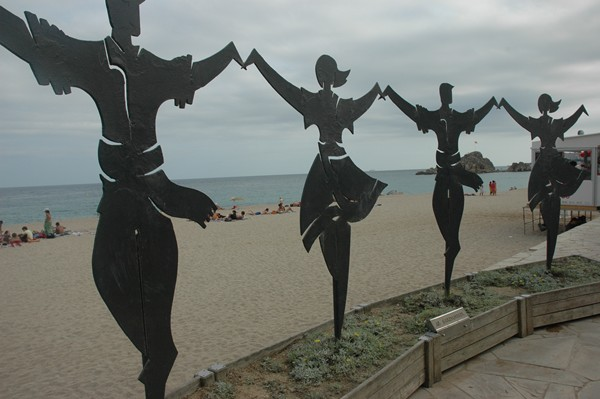
Escultura Al sardanista de Francesc Ros i Portas al passeig del Mar. Al darrere es veu sa Palomera

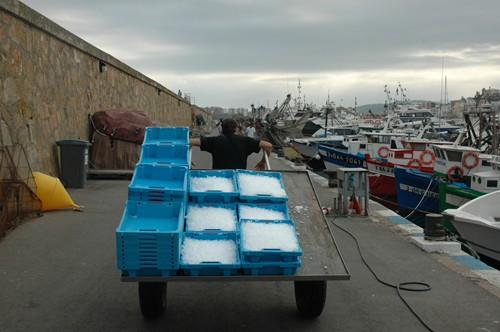
El Port de Blanes

Entrant als anys 20, la situació es redreça progressivament per la modernització agrícola, per una certa revifalla de les drassanes, per la creació de noves indústries de teixits, cuirs i gèneres de punt, però sobretot per l'obertura, l'any 1923, de la fàbrica de fibres artificials, la SAFA, i el començament del que li donarà la volta a la Vila: el turisme.

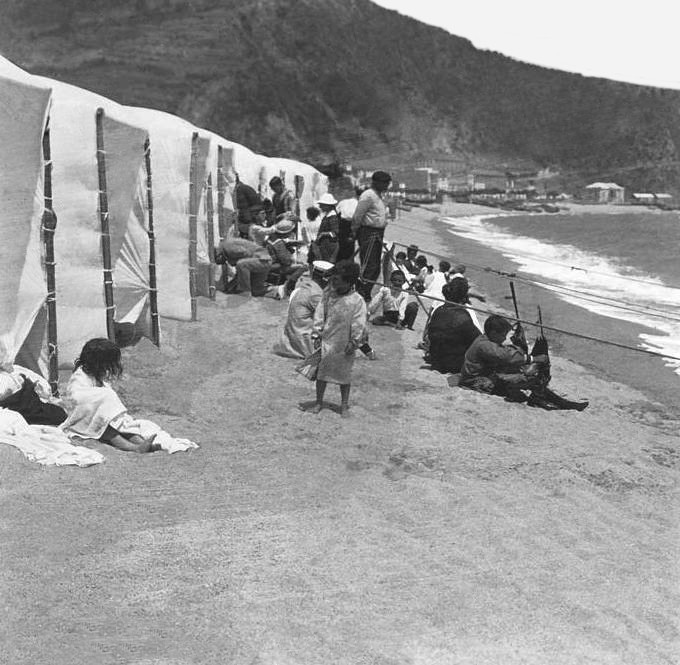
Banyistes a la platja, 1916

Amb la bonança, es porten a terme nous projectes com la construcció del nou hospital de Sant Jaume (1913), del port (1914), de les canalitzacions d'aigua i clavegueram (1925) i de les noves escoles públiques (1925). En el terreny social apareixeran múltiples societats recreatives i un important moviment obrer que arriba a l'actualitat.
Un altre fet cabdal d'aquest període és l'arribada de l'industrial alemany Karl Faust, que es va enamorar d'aquest racó de la Costa Brava i el 1921 va iniciar la construcció del jardí botànic Marimurtra entre la cala Sant Francesc i la cala sa Forcanera, coberta aleshores de vinya. Va comptar amb els savis consells dels científics més prestigiosos del moment com Pius Font i Quer, Eric Sventenius, Carles Pau, Josep Cuatrecasas, Josias Braun-Blanquet i Hans Krainz. En l'actualitat, és un dels més importants d'Europa: pel nombre de plantes ubicades a l'aire lliure (3.000 espècies), la seva extensió (14 ha), les activitats de conservació d'espècies endèmiques en perill d'extinció, els seus treballs científics i el nombre de visitants, que a vegades ha superat els cinc-cents mil anuals.
Més endavant, va crear un centre de recerca: l'Estació Internacional de Biologia Mediterrània (EIBM), i l'any 1952 va morir quan estava realitzant una tasca intensa de promoció d'un patronat que pogués continuar el seu projecte.
Durant la Guerra Civil (1936-1939) la població va patir bombardeigs, fam i la pèrdua de molt patrimoni cultural. A més, es produí una profunda divisió entre vencedors i vençuts.
L'altre gran jardí botànic és el Jardí Botànic Tropical Pinya de Rosa, creat l'any 1945 pel doctor Fernando Riviere de Caralt. En total el jardí comprèn més de 7.000 espècies i ha estat considerat com un dels millors d'Europa, i fins i tot del món, pel que fa als gèneres Agave, Aloe, Yucca i Opuntia.
A final de la dècada dels 50 es produiran dos fenòmens importants: l'inici del turisme estranger en massa i un gran moviment migratori procedent de la resta de la Península que farà que es dobli la població entre 1955 i 1970. Com a curiositat Ardales, província de Màlaga, es troba agermanat amb Blanes. Ardales va ser un important focus d'emigració cap a Blanes, contribuint a l'augment de la població de la zona de manera permanent. Ardales va aportar molta mà d'obra, sobretot als sectors turístic i constructor de la zona.
Des de 1961 hi funciona un aquari de l'Institut d'Investigacions Pesqueres, que també conté un laboratori d'investigació marina. El Centre Catòlic de Blanes, institució cultural, va rebre la Creu de Sant Jordi l'any 2006.
A principis de l'any 2020 es va saber que uns científics havien trobat una de les colònies més grans de corall d'aigua freda del Mediterrani davant la costa de Blanes, a uns 600 metres de profunditat. Aquesta s'havia preservat de manera natural ja que els pescadors l'evitaven perque sabien que s'hi enganxaven les seves xarxes. Arran del descobriment, el grup de científics de l'Institut de Ciències del Mar (ICM) iniciava una campanya de quinze dies per tal d'estudiar-ne les característiques i com protegir-les ja que, com va comentar un dels científics, segurament es tractava d'una de les millors preservades en aquest mar. Analitzant el corall tant des d'un punt de vista biològic com geològic se sabria com els afecta l'activitat pesquera i en sortirien les propostes que farien possible la protecció de les colònies de corall dels canyons submarins de Blanes per part de les barques d'arrossegament.

## Economia

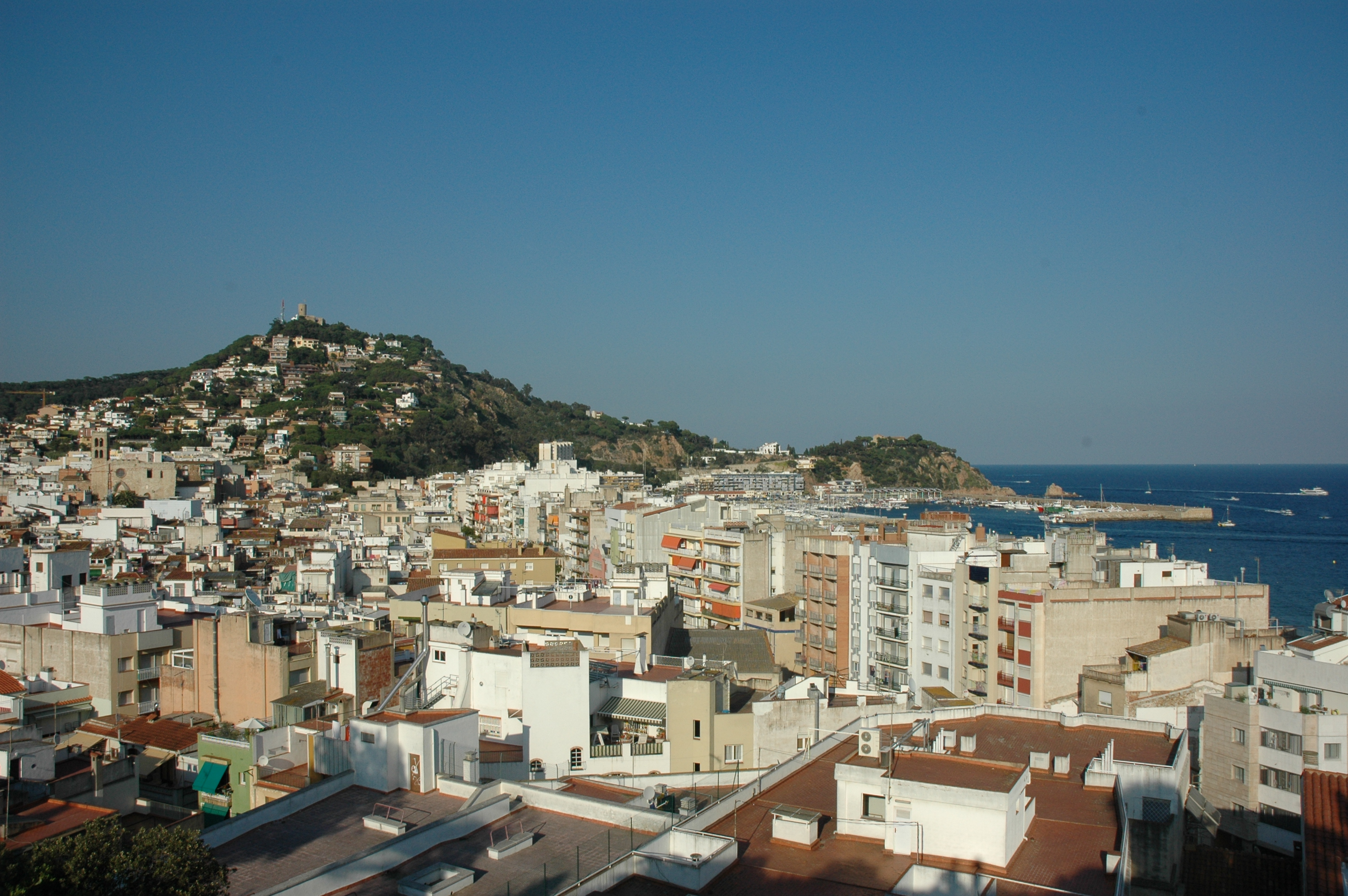
Vista general des de la penya dels Padrets.

L'economia, basada tradicionalment en el sector primari (agricultura i pesca), a la segona meitat del segle xx passà a dependre primordialment del sector secundari (indústria) i, molt especialment, del terciari (turisme).

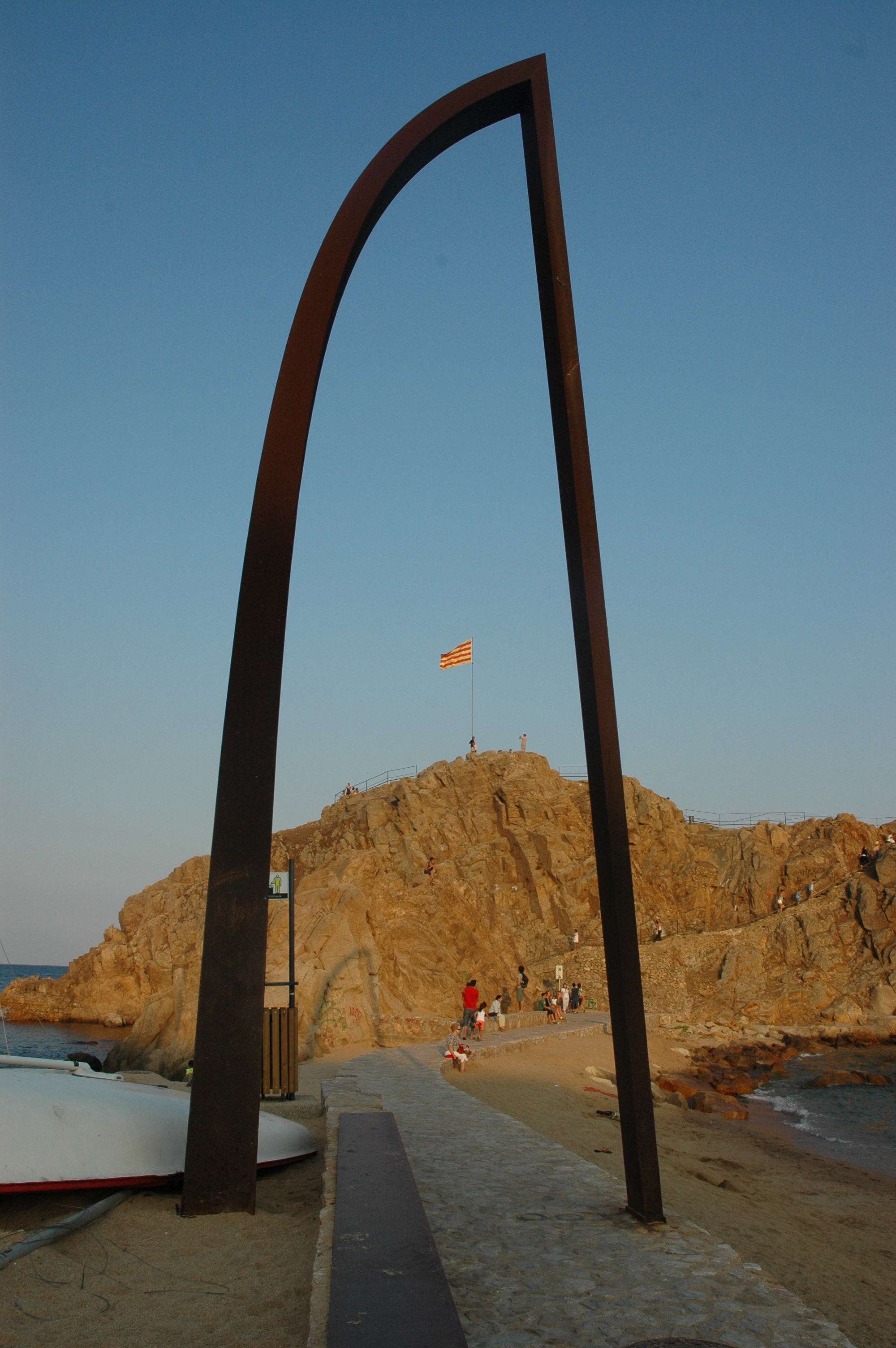
Monument de Sa Palomera, porta d'entrada de la Costa Brava.

Així, la boca de la Tordera és considerada una zona agrícola privilegiada i el seu port, de pesca i esportiu, encara té un cert pes: el 2001 es desembarcaren 2.349 tones de peix. La principal indústria és la SAFA, que hi fou instal·lada el 1923.
El port està dotat d'unes bones drassanes que facilitaven que fins al segle xx fos un centre important de navegació de cabotatge i, anteriorment, d'un actiu comerç amb Amèrica.
Si bé ja a la darreria del segle xix fou un important centre d'estiueig, el gran motor del turisme, paral·lelament a la resta de la Costa Brava, arribà a la fi dels anys 50. Aquesta ha estat la causa principal de l'explosió demogràfica, passant de 4.943 habitants el 1920 a 31.532 el 2001. La pujada seria molt més espectacular si comptéssim els habitants de segona residència i l'increment sobtat de la població dels dos mesos d'estiu.
Una moderna estació d'autobusos connecta Blanes amb Lloret de Mar, Malgrat de Mar, Tossa de Mar, Barcelona, Calella, Girona i l'Aeroport Internacional Girona-Costa Brava. Una estació de tren connecta amb Barcelona amb una freqüència de pas de 30 minuts. També hi ha trens amb la mateixa freqüència que passen en direcció a l'estació de Maçanet-Massanes, on es pot fer transbordament cap a Girona i Figueres. A l'estiu funciona una xarxa de creuers que van des de Platja d'Aro fins a Arenys de Mar. Es troba a cinc minuts de la N-II i la C-32, i a 15 minuts de l'AP-7.
Al costat de l'Hospital Comarcal de la Selva, hi ha les instal·lacions del CEAB (Centre d'Estudis Avançats de Blanes), un important laboratori i centre d'investigació a Europa. Tot i que no és la capital de la comarca, Blanes és la capital en serveis, ja que disposa de l'esmentat Hospital Comarcal de la Selva, la Biblioteca Comarcal, Jutjats..., i a més a més és la primera vila de la comarca i la tercera de Girona en nombre d'habitants.

## Demografia
| 1497 f | 1515 f | 1553 f | 1717  | 1787  | 1857  | 1877  | 1887  | 1900  | 1910  |
| ------ | ------ | ------ | ----- | ----- | ----- | ----- | ----- | ----- | ----- |
| 152    | 204    | 220    | 1.829 | 3.783 | 5.888 | 5.323 | 5.401 | 4.969 | 5.001 |

| 1920  | 1930  | 1940  | 1950  | 1960  | 1970   | 1981   | 1990   | 1992   | 1994   |
| ----- | ----- | ----- | ----- | ----- | ------ | ------ | ------ | ------ | ------ |
| 4.943 | 5.912 | 6.361 | 7.039 | 9.492 | 16.020 | 20.178 | 25.632 | 25.928 | 25.928 |

| 1996   | 1998   | 2000   | 2002   | 2004   | 2006   | 2008   | 2010   | 2012   | 2014   |
| ------ | ------ | ------ | ------ | ------ | ------ | ------ | ------ | ------ | ------ |
| 27.713 | 28.826 | 30.441 | 32.926 | 35.577 | 37.819 | 39.107 | 40.010 | 39.785 | 39.293 |

| 2016   | 2018   | 2020   | 2022   | 2024   | 2026 | 2028 | 2030 | 2032 | 2034 |
| ------ | ------ | ------ | ------ | ------ | ---- | ---- | ---- | ---- | ---- |
| 39.060 | 38.790 | 39.914 | 40.579 | 42.198 | -    | -    | -    | -    | -    |

## Organització institucional
| Període     | Alcalde o alcaldessa                       | Partit polític | Data de possessió | Observacions |
| ----------- | ------------------------------------------ | -------------- | ----------------- | ------------ |
| 1979–1983   | M. Dolors Oms Bassols                      | PSC            | 19/04/1979        | --           |
| 1983–1987   | M. Dolors Oms Bassols                      | PSC            | 28/05/1983        | --           |
| 1987–1991   | Fèlix Bota Gibert                          | CIU            | 30/06/1987        | --           |
| 1991–1995   | M. Dolors Oms Bassols                      | PSC            | 15/06/1991        | --           |
| 1995–1999   | Fèlix Bota Gibert / Ramon Ramos Atgimón    | CIU            | 17/06/1995        | --           |
| 1999–2003   | Ramon Ramos Argimón                        | CIU            | 03/07/1999        | --           |
| 2003–2007   | Josep Marigó Costa                         | PSC            | 14/06/2003        | --           |
| 2007–2011   | Josep Trias Figueras                       | CIU            | 16/06/2007        | --           |
| 2011–2015   | Josep Marigó Costa                         | PSC            | 11/06/2011        | --           |
| 2015–2019   | Miquel Lupiáñez i Zapata Mario Ros i Vidal | PSC            | 13/06/2015        | --           |
| 2019-2023   | Àngel Canosa i Fernández                   | ERC            | 15/06/2019        | --           |
| Des de 2023 | Jordi Hernández Martínez                   | PSC            | 17/06/2023        | --           |

### Universitat (Ajuntament) de Blanes

#### Resultats electorals
| Eleccions municipals de 28 de maig de 2023 - Blanes                                                                              |                                                             |                                     |                                     |         |          |          |
| Candidatura | Candidatura                                                 | Candidatura                         | Cap de llista                       | Vots    | Vots     | Regidors |
| | Partit dels Socialistes de Catalunya-Candidatura de Progrés |                                     | Jordi Hernandez Martinez            | 2.975   | 21,72%   | 6 (+1)   |
| | Esquerra Republicana de Catalunya-Acord Municipal           |                                     | Àngel Canosa Fernández              | 2.139   | 15,61%   | 4 (-1)   |
| | Blanes En Comú Podem-Confluència                            |                                     | Jordi Urgell Martinez               | 1.819   | 13,28%   | 3 (-2)   |
| | Junts Per Blanes-Compromís Municipal                        |                                     | Joan Felip Fures                    | 1.662   | 12,13%   | 3 ()     |
| | Partit Popular                                              |                                     | Pere Adrian Robert Anaya            | 897     | 6,55%    | 1 (+1)   |
| | Vox                                                         |                                     | Roberto Martinez Hernandez          | 842     | 6,15%    | 1 (+1)   |
| | Grup Blanes                                                 |                                     | Rosa Maria Aladern Gusi             | 791     | 5,77%    | 1 (+1)   |
| | Candidatura d'Unitat Popular-Alternativa Municipal          |                                     | Carles Estríngana Garcia            | 723     | 5,28%    | 1 (+1)   |
| | Blanes, Sí - Ara Pacte Local                                |                                     | Mario Ros Vidal                     | 687     | 5,01%    | 1 (+1)   |
| | Altres candidatures                                         |                                     |                                     | 757     | 5,58%    | 0 ( -3)  |
| | Vots en blanc                                               |                                     |                                     | 225     | 1,66%    |          |
| Total vots vàlids i regidors | Total vots vàlids i regidors                                | Total vots vàlids i regidors        | Total vots vàlids i regidors        | 13.517  | 100 %    | 21       |
| | Vots nuls                                                   | Vots nuls                           | Vots nuls                           | 183     | 1,33%    |          |
| Participació (vots vàlids més nuls)                                                                                              | Participació (vots vàlids més nuls)                         | Participació (vots vàlids més nuls) | Participació (vots vàlids més nuls) | 13.700  | 47,61%** |          |
| Abstenció | Abstenció                                                   | Abstenció                           | Abstenció                           | 15.077* | 52,39%** |          |
| Total cens electoral | Total cens electoral                                        | Total cens electoral                | Total cens electoral                | 28.777* | 100 %**  |          |
| Alcalde: Jordi Hernandez Martinez Per majoria absoluta dels vots dels regidors (11 vots: 6 de PSC, 3 de JxB, 1 de GB i 1 de BSí) |                                                             |                                     |                                     |         |          |          |
| Fonts: Ajuntament de Blanes (* No són vots sinó electors. ** Percentatge respecte del cens electoral.)                           |                                                             |                                     |                                     |         |          |          |

#### Composició del Consell General (Ple)
| Persona                          | Partit       | Càrrec |
| -------------------------------- | ------------ | --- |
| Miquel Lupiáñez i Zapata         | PSC-PM       | Jurat cap (Alcalde) i president de la Junta de Govern Local. Deixà el càrrec el 17/11/2017                                                                            |
| Na Pepa Celaya i Armisen         | PSC-PM       | Jurat segon ([Primer] Tinent d'Alcalde), i Consellera Delegada (Regidora Delegada) d'Urbanisme, Seguretat i Protecció Civil. Alcaldessa accidental des del 17/11/2017 |
| Nicolás Laguna i Jiménez         | PSC-PM       | Jurat tercer ([Segon] Tinent d'Alcalde), Conseller Delegat (Regidor Delegat) d'Hisenda i Recursos Humans                                                              |
| Mario Ros i Vidal                | PSC-PM       | Jurat quart ([Tercer] Tinent d'Alcalde), Conseller Delegat (Regidor Delegat) d'Acció Social, Cooperació i Solidaritat. Nou alcalde des del 30/11/2017                 |
| Joan Salmeron i Crosas           | ICV-EUiA-EPM | Portaveu i Conseller (Regidor) |
| Na Maria Dolors Rubio i Castillo | ICV-EUiA-EPM | Consellera (Regidora) |
| Víctor Catalan i Casas           | ICV-EUiA-EPM | Conseller (Regidor) |
| Na Marian Anguita i Ferrer       | ICV-EUiA-EPM | Consellera (Regidora) |
| Joaquim Torrecillas i Carreras   | PDeCAT       | Conseller (Regidor) |
| Juanjo Navarro i Espinosa        | PDeCAT       | Conseller (Regidor) |
| Na Dafne Galvany i Rossell       | PDeCAT       | Consellera (Regidora) (des del 25/02/2016) |
| Joel Comas i Basté               | PDeCAT       | Conseller (Regidor) |
| Àngel Canosa i Fernández         | ERC-AM       | Portaveu i Conseller (Regidor) |
| Albert Sanz i González           | ERC-AM       | Conseller (Regidor) |
| Sergio Atalaya i Martín          | C's          | Portaveu i Conseller (Regidor) |
| Na Margarita Santo i Camacho     | C's          | Consellera (Regidora) |
| Jordi Urgell i Martínez          | Batega       | Portaveu i Conseller (Regidor) |
| Lluís Yubero i Mateu             | Batega       | Conseller (Regidor) |
| Jaume Pujadas i Codony           | CUP          | Conseller (Regidor) fins al 26/10/2017 |
| Joan Rota i Hübenthal            | CUP          | Conseller (Regidor) des del 31/08/2017 |
| Salvador Tordera i Pérez         | PP           | Conseller (Regidor) |

### Organització judicial
La batllia (partit judicial) de Blanes té jurisdicció sobre les viles de Blanes, Lloret de Mar i Tossa de Mar. Està formada per sis jutjats unipersonals de Primera Instància i Instrucció. Com que té menys de deu jutjats, el jutge titular del Jutjat de Primera Instància i Instrucció número 1 assumeix el càrrec de batlle (jutge degà) de Blanes.
| Persona                             | Càrrec |
| ----------------------------------- | --- |
| Na Begoña Sos Castell               | Batllessa en cap (jutgessa degana) de Blanes i batllessa (jutgessa) del Jutjat de Primera Instància i Instrucció número 1 de Blanes |
| Na Beatriz García-Valdecasas Alloza | Batllessa (jutgessa) del Jutjat de Primera Instància i Instrucció número 2 de Blanes                                                |
| N'Elena Porras García               | Batllessa (jutgessa) del Jutjat de Primera Instància i Instrucció número 3 de Blanes                                                |
| En Carlos Fernández Escobedo        | Batlle (jutge) del Jutjat de Primera Instància i Instrucció número 4 de Blanes                                                      |
| En David Pérez Laya                 | Batlle (jutge) del Jutjat de Primera Instància i Instrucció número 5 de Blanes                                                      |
| Na Laura Montoya Benzal             | Batllessa (jutgessa) del Jutjat de Primera Instància i Instrucció número 6 de Blanes                                                |

## Festes i tradicions

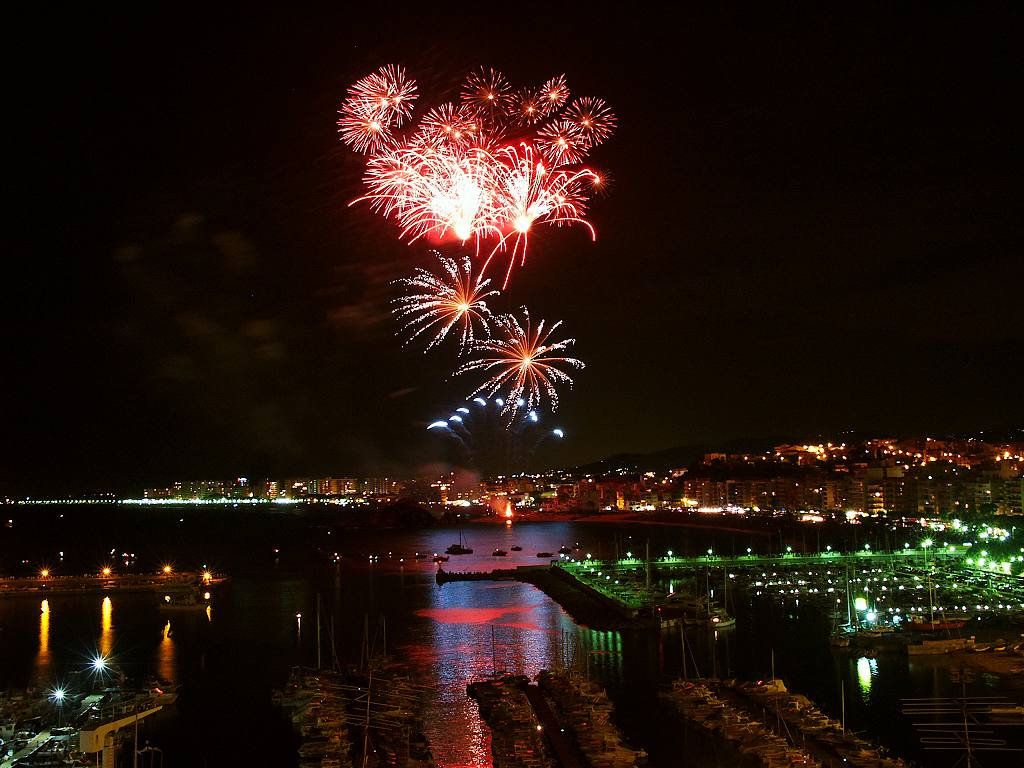
Focs a Blanes

La Festa Major cau en l'última setmana de juliol, dura 8 dies, durant la setmana de Santa Anna i Sant Joaquim. Durant aquesta setmana, cada any s'hi celebra el Concurs Internacional de Focs d'Artifici de la Costa Brava, un dels més importants d'Europa.
La primera data documentada del llançament d'un castell de focs a Blanes és de l'any 1906. Es té coneixement d'altres dates posteriors però no és fins a l'any 1962 que el llançament es comença a fer un cop cada any. L'any 1970 se celebra el primer Concurs de Focs Artificials del poble, alhora que passen a ser tres les nits de llançament de focs. Aquest nombre ha anat variant amb els anys, i ha arribat a ser de set nits de focs. Des de 1958 els llançaments sempre s'han fet des de Sa Palomera, la gran roca que separa la costa blanenca en dues parts i que es considera, simbòlicament, l'inici de la Costa Brava.
Cada nit de celebració del concurs, una empresa pirotècnica diferent presenta el seu treball al públic que acudeix a les platges, amb una durada d'entre 20 i 24 minuts. Aquest és avaluat per un Jurat Popular, que es designa cada any i que s'encarrega d'escollir els guanyadors.
A mitjans del mes d'agost, Blanes celebra la Festa Major Petita, també coneguda com a Festa dels Copatrons, en honor de Sant Bonós i Sant Maximià. Durant aquests dies també es preveu un gran nombre d'activitats culturals, musicals i esportives, com és la regata. L'aspecte més destacat de la festa és la Caminada Popular Nit de Sant Bonós, en la qual —des de fa més de 25 anys— molts vilatans i turistes fan un recorregut nocturn de 8 quilòmetres, acompanyats de la família i les mascotes.

## Llocs d'interès
- Edificis civils:

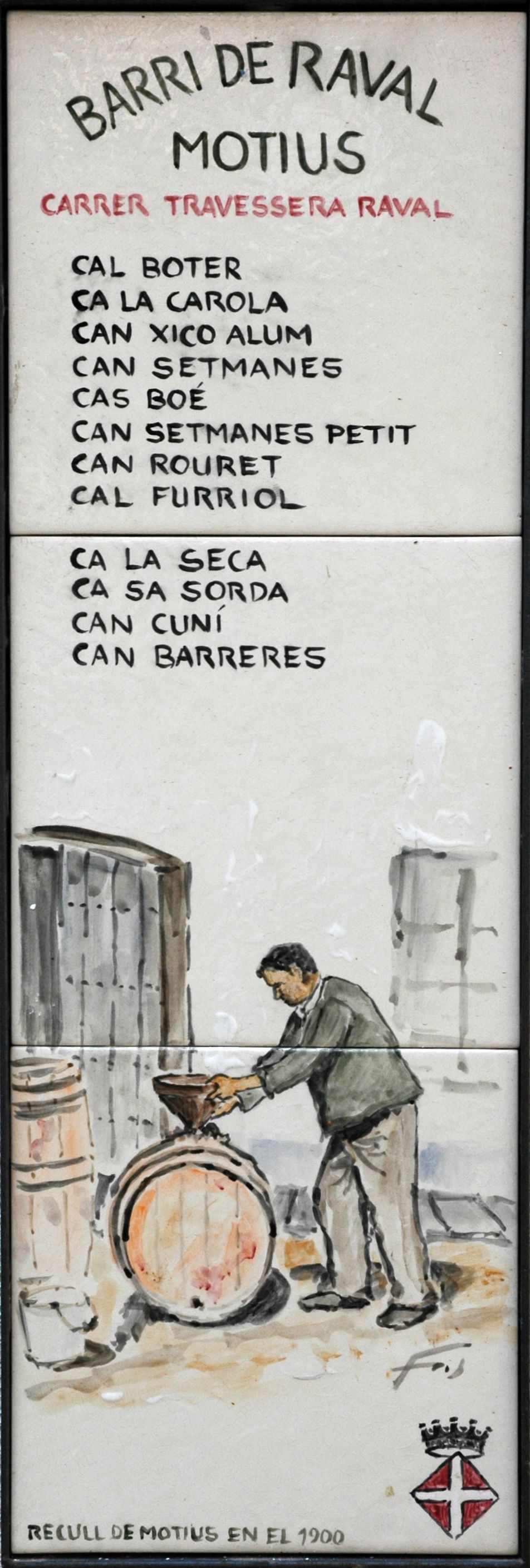
Motius del barri del Raval

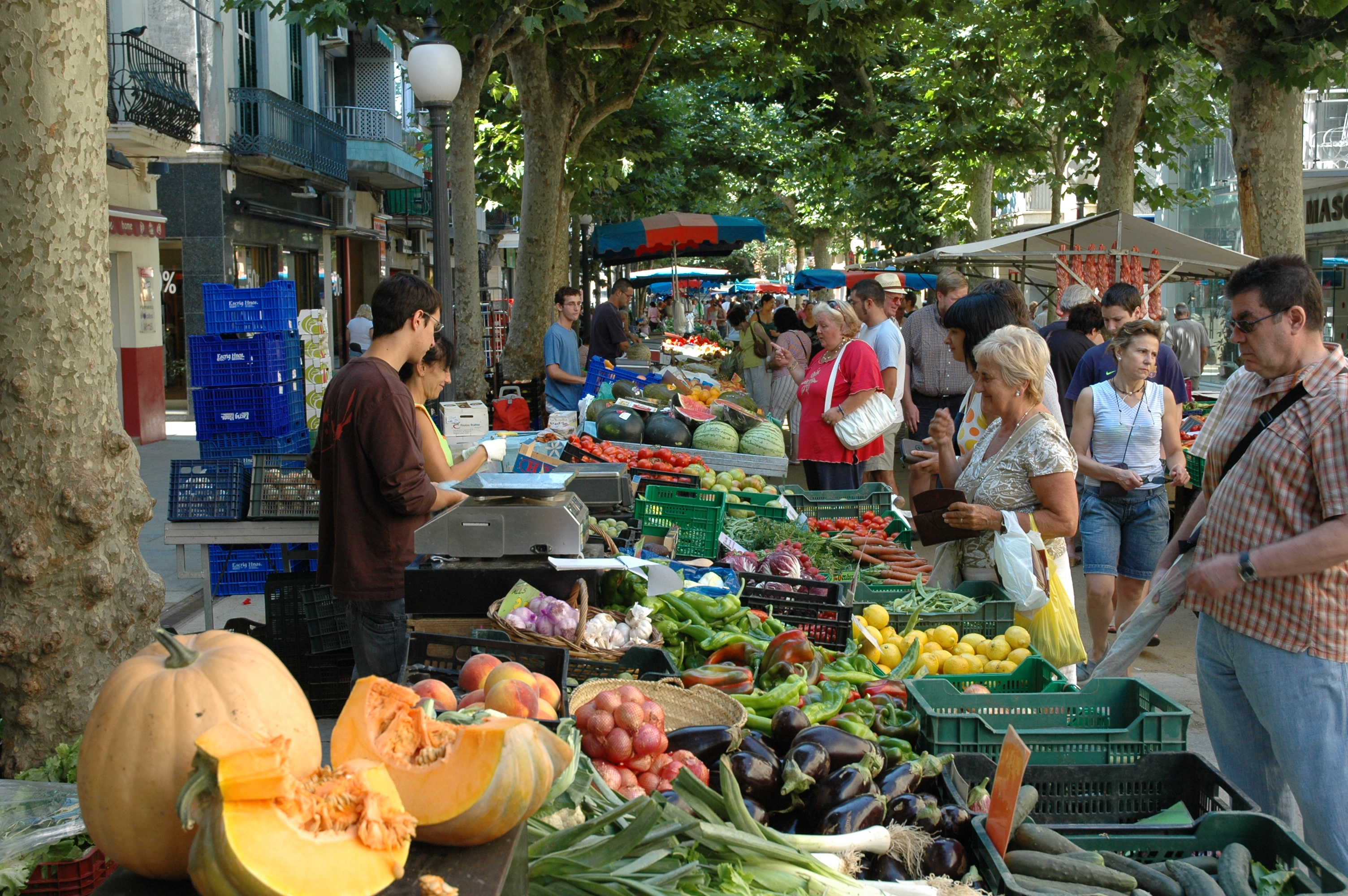
El mercat diari al passeig de Dintre

  - Casa de la Vila, del segle xvii i reformat el 1866 per Martí Sureda
  - Biblioteca Comarcal de Blanes
  - Ca l'Amado Carreras, masia amb capella del segle xviii
  - Ca l'Orench, projectada per Francesc Folguera el 1926
  - Can Balliu, del segle xvii
  - Casa Burcet, projectada per Josep Goday
  - Can Miralbell, del segle xix
  - Can Tordera, del 1903
  - Can Ferrer del Puig, segle xviii
  - Casa del Carrer Nou, núm. 12, del segle xv
  - Casa del Poble, principi del segle xx
  - Casa Folguera, projectada per Francesc Folguera el 1942
  - Casa Saladrigas, projectada per Isidre Puig i Boada el 1918
  - Castell de Sant Joan, del segle xi
  - Font gòtica, del 1456
  - Hospital Asil de Sant Jaume, del 1913
  - Mas Guelo, del segle xvi
  - Masia del Vilar, del segle xiv
  - Palau vescomtal del segle xiv
  - Porta de la Muralla, del segle xv
- Edificis religiosos:
  - Capella de l'Antiga, del segle xiv
  - Capella de la Salut, del segle xiv
  - Capella de l'Esperança, del segle xvii
  - Capella de Sant Francesc, del segle xvii
  - Cementiri municipal de Blanes
  - Convent de Sant Francesc, del 1584
  - Capella de Sant Joan, del segle xi
  - Capella de Santa Bàrbara, del segle xvi
  - Escola de la Salut, del 1896
  - Església de Santa Maria, del segle xiv
  - Església dels Padrets, del 1864
  - Santuari de la Mare de Déu del Vilar, del segle x
- Altres:
  - Jardí botànic Marimurtra[11]
  - Jardí Botànic Tropical Pinya de Rosa

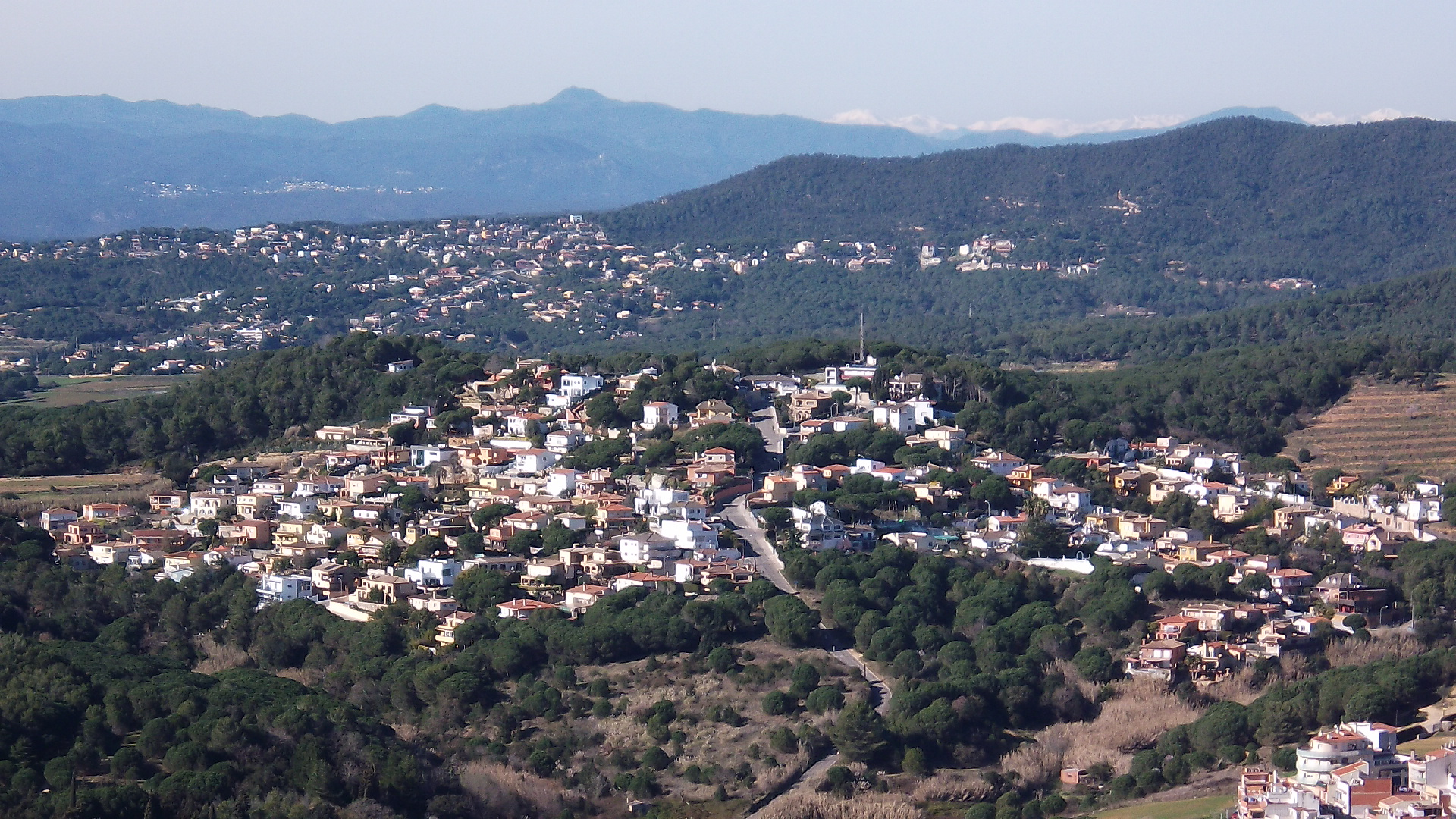
Urbanització Blanes Vista-Mar, límits del terme municipal de Blanes en direcció nord, vistes llunyanes del Pirineu. Imatge captada des del Castell de Sant Joan (Blanes).
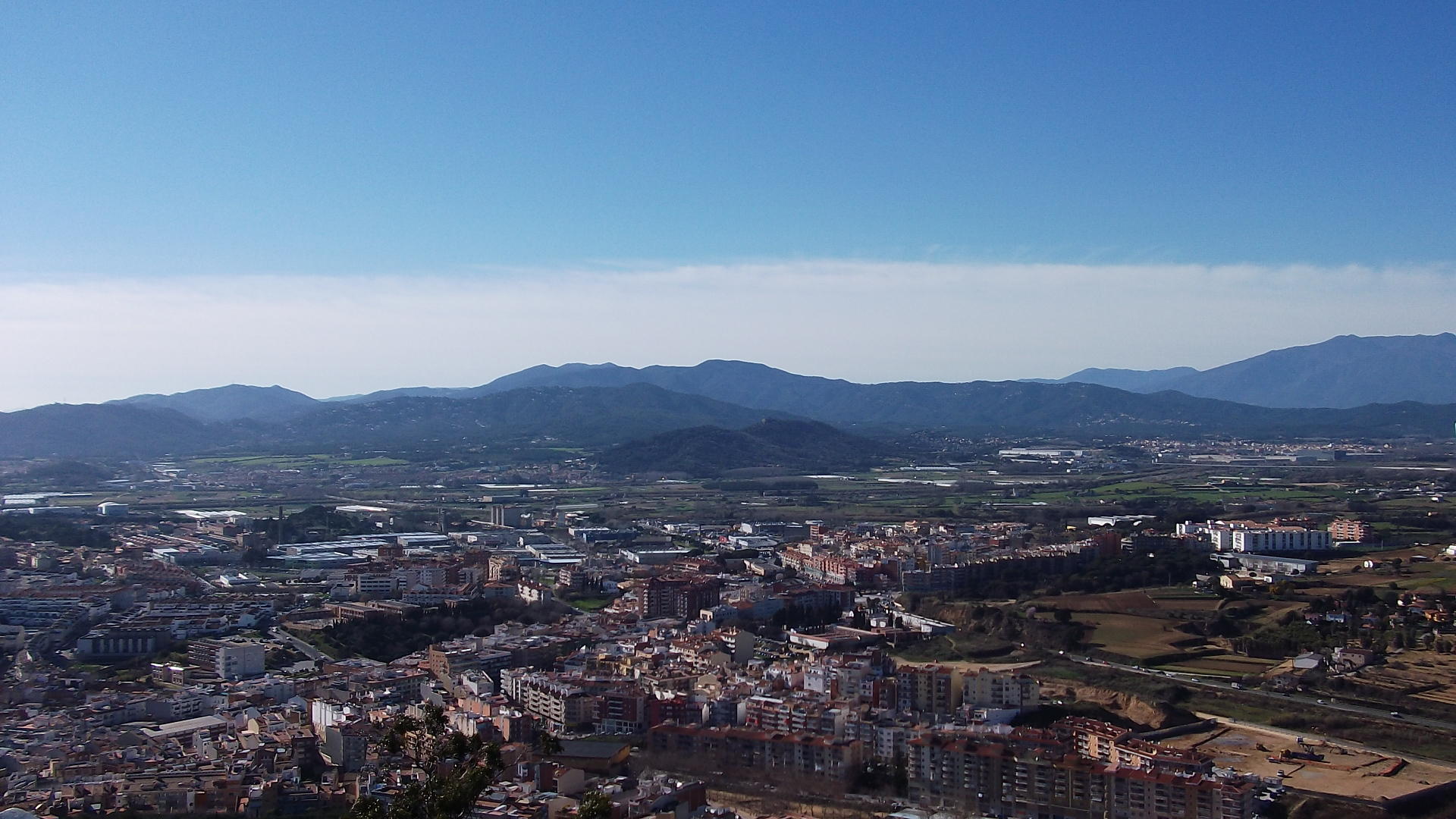
Alguns barris interiors i perifèrics de Blanes: Els Pavos, Can Borrell, Control-Horta de la Perla, Mas Florit, Ca l'Aguidó. S'observa el Polígon Industrial i Comercial Ses Falques. Al fons: Montnegre i Montseny.
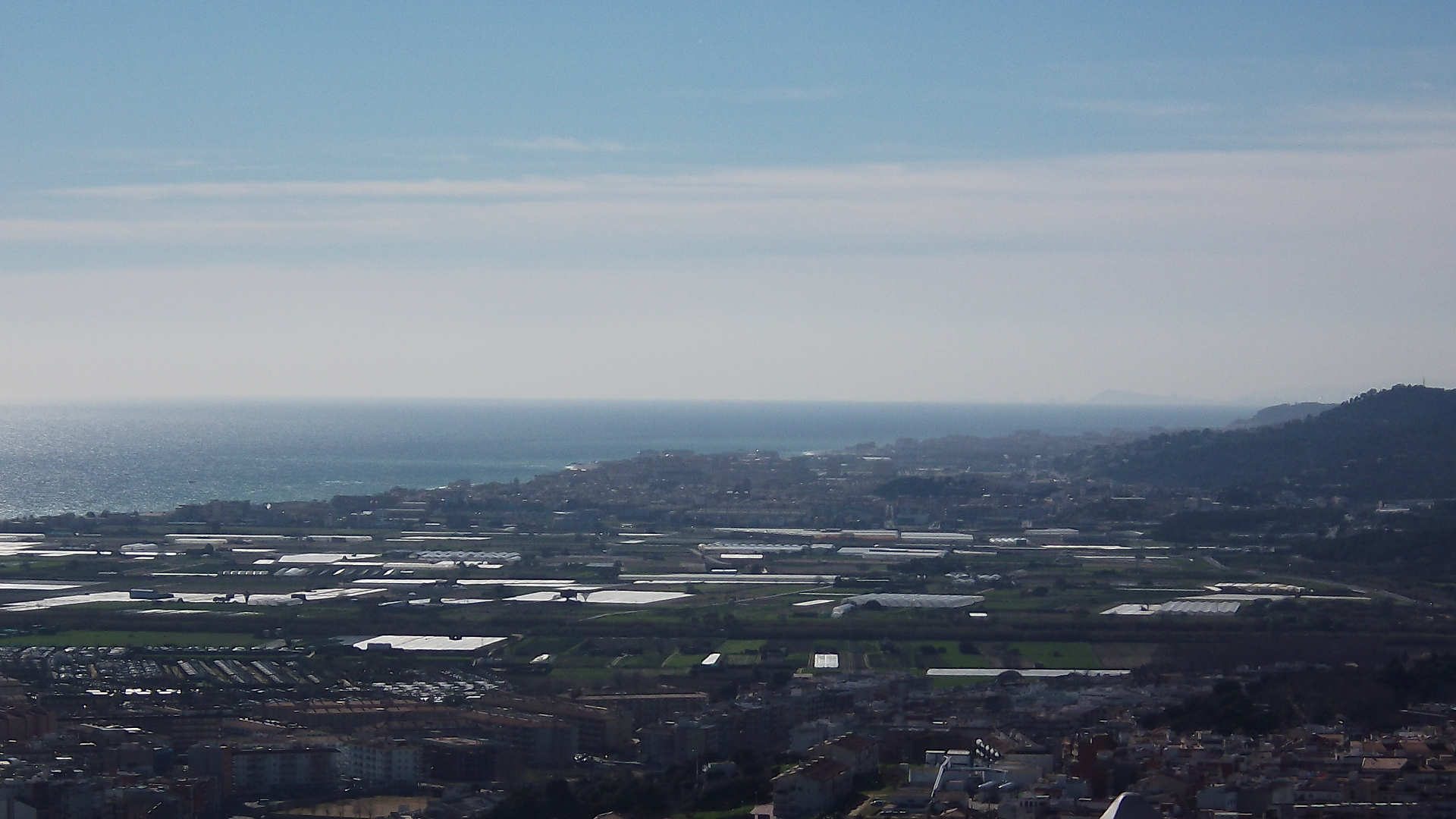
Camps d'hortalisses al delta de la Tordera, entre Blanes (La Selva, Girona) i Malgrat de Mar (Maresme, Barcelona). Amb cert esforç, s'observa Montjuïc (BCN).
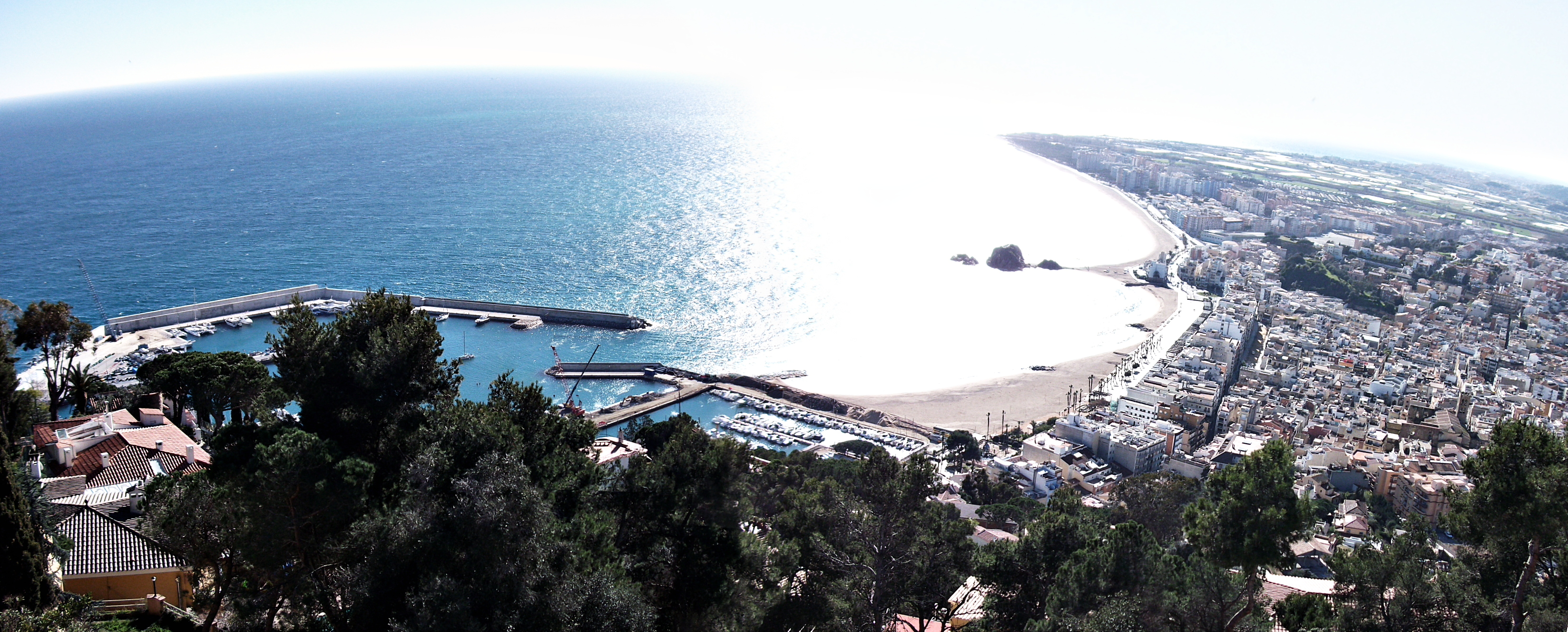
Dics del nou port de Blanes, badia de Blanes, Centre Vila i Els Pins, des del Castell de Sant Joan.

## Fills i filles il·lustres de Blanes
Categoria principal: blanencs
- Josep Cortils i Vieta (1839-1898): escriptor.
- Josep Alemany i Borràs (1868-1943): periodista i escriptor.
- Pere Puig i Llensa (1907-2002): escriptor.
- Maria Teresa Bedós i Garcia-Ciaño (1907-1988): pintora.
- Maria Aladern (1941): escriptora.
- Montserrat Medalla (1953): escriptora i psicopedagoga.
- Jaume Puig i Agut (1962): escriptor i advocat.
- Quim Torra i Pla (1962): advocat, editor, escriptor, diputat al Parlament i President de la Generalitat.[12]
- Salvador Macip i Maresma (1970): metge, investigador i escriptor.
- Facu Díaz (1993): humorista.[13]